# Le système du docteur Goudron et du professeur Plume
Le système du docteur Goudron et du professeur Plume er en fransk stumfilm fra 1913 af Maurice Tourneur.

## Medvirkende
- Henri Gouget som Goudron
- Henry Roussel
- Renée Sylvaire
- Bahier som Plume
- Robert Saidreau